# Чемпіонат Швейцарії з хокею 1993
Чемпіонат Швейцарії з хокею 1993 — 82-й чемпіонат Швейцарії з хокею (Національна ліга А). За підсумками чемпіонату, чемпіоном став ХК «Клотен» (2 титул).

## Регламент
За регламентом чемпіонат проходив у два етапи, на першому етапі команди грали в чотири кола. На другому етапі вісім найкращих клубів в плей-оф розігрували звання чемпіону Швейцарії, два найгірших клуба також в плей-оф розігрували право залишитись в НЛА разом з шісткою найкращих клубів Національної ліги В.

## Кваліфікація

### Підсумкова таблиця
| М   | Команда              | І  | Пер | Н | Пор | Шайби     | О  |
| --- | -------------------- | -- | --- | - | --- | --------- | -- |
| 1.  | ХК «Клотен»          | 36 | 27  | 1 | 8   | 173 : 91  | 55 |
| 2.  | ХК «Фрібур-Готтерон» | 36 | 25  | 4 | 7   | 171 : 100 | 54 |
| 3.  | СК «Берн»            | 36 | 21  | 4 | 11  | 160 : 123 | 46 |
| 4.  | ХК «Лугано»          | 36 | 21  | 1 | 14  | 131 : 116 | 43 |
| 5.  | «Цуг»                | 36 | 19  | 3 | 14  | 144 : 117 | 41 |
| 6.  | ХК «Амбрі-Піотта»    | 36 | 17  | 4 | 15  | 130 : 125 | 38 |
| 7.  | Цюрих СК             | 36 | 12  | 3 | 21  | 112 : 141 | 27 |
| 8.  | ХК «Біль»            | 36 | 12  | 3 | 21  | 121 : 167 | 27 |
| 9.  | «Ажуа»               | 36 | 9   | 1 | 26  | 103 : 178 | 19 |
| 10. | ЕХК «Кур»            | 36 | 5   | 0 | 31  | 109 : 196 | 10 |

### Команда усіх зірок (кваліфікація)
- Воротар: Рето Павоні («Клотен»)
- Захисники: Андерс Ельдебрінк («Клотен») — Рейо Руотсалайнен (СК «Берн»)
- Нападники: Йорг Еберле («Лугано») — В'ячеслав Биков (ХК «Фрібур-Готтерон») — Андрій Хомутов (ХК «Фрібур-Готтерон»)

## Плей-оф

### Чвертьфінали
- ХК «Клотен» — ХК «Біль» 8:1, 4:1, 6:2, 4:2
- ХК «Лугано» — «Цуг» 3:2, 3:0, 2:1, 2:4, 4:0
- ХК «Амбрі-Піотта» — СК «Берн» 4:3, 5:1, 2:4, 3:2, 3:2
- ХК «Фрібур-Готтерон» — Цюрих СК 4:3, 4:3, 8:4, 6:4

### Півфінали
- ХК «Клотен» — ХК «Лугано» 1:3, 2:1 (б.), 5:1, 4:2
- ХК «Фрібур-Готтерон» — ХК «Амбрі-Піотта» 9:2, 6:2, 1:2, 4:2

### Фінал
- ХК «Клотен» — ХК «Фрібур-Готтерон» 4:2, 7:4, 4:2

### Команда усіх зірок (плей-оф)
- Воротар: Рето Павоні («Клотен»)
- Захисники: Андерс Ельдебрінк («Клотен») — Самуель Балмер (ХК «Фрібур-Готтерон»)
- Нападники: Роман Вагер («Клотен») — В'ячеслав Биков (ХК «Фрібур-Готтерон») — Фелікс Голленштайн (ХК «Фрібур-Готтерон»)

## Перехідний турнір

### 1 раунд
- «Давос» — ЕХК «Бюлах» 6:5, 8:1, 9:0, 3:1
- ЕХК «Кур» — ХК «Мартіньї» 5:0, 5:7, 4:1, 8:4, 7:2
- «Ольтен» — СК «Герізау» 5:4, 3:2, 4:1, 4:3
- СК «Рапперсвіль-Йона» — «Ажуа» 6:4, 5:2, 4:3, 6:2

### 2 раунд
- «Давос» — ЕХК «Кур» 4:0, 4:3, 4:3
- «Ольтен» — СК «Рапперсвіль-Йона» 4:3, 4:3, 8:4

«Давос» та «Ольтен» увійшли до НЛА.